# Scott McKenzie
Scott McKenzie, Philip Blondheim (Jacksonville, 1939. január 10. – Los Angeles, 2012. augusztus 18.) amerikai énekes. A legismertebb dala a „San Francisco (Be Sure To Wear Flowers In Your Hair)”, a hippi-generáció emblematikus dala.

## Élete
McKenzie még Blondheimként Észak-Karolinában és Virginiában nőtt fel, ahol az anyja jó barátja fiának, John Phillipsnek barátja lett. Az 1950-es évek közepén rövid ideig énekelt Tim Rose rockzenész egyik középiskolai bandájában, a The Singing Stringsetben, és később Phillipssel, Mike Boran és Bill Clearyvel alakítottak együttest, nevük The Abstracts. New Yorkba költözésükkor nevük The Smoothies lett, és a banda két női vokalistával bővült.
1961-ben Phillips és McKenzie találkoztak Dick Weissmannel, és megalakították a The Journeyment, amely három albumot vett fel a Capitol Records-dzal. Ennek feloszlása után 1964-ben szerzőtársai létrehozták a nagy sikerű The Mamas And The Papast. McKenzie azonban szólókarrierre vágyott, úgyhogy Phillipsék Denny Dohertyvel, Cass Elliottal és Michelle Phillipsszel (aki Phillips második feleségével volt) alakították meg a zenekart, majd hamarosan elköltöztek Kaliforniába.
2012. augusztus 18-án 73 éves korában hunyt el.

## További információ
- Hivatalos oldal
- Scott McKenzie az Internet Movie Database-ben (angolul)
- Scott McKenzie a Rotten Tomatoeson (angolul)